# Giovanni Franchini
Giovanni Franchini (* 28. Dezember 1633 in Modena; † 4. April 1695 ebenda) war ein gelehrter Franziskaner.

## Leben
Giovanni Franchini wurde am 28. Dezember 1633 in Modena als Sohn von Pellegrino Franchini und dessen Frau Domenica geboren. Er trat in den Orden der Franziskaner-Konventualen ein und erwarb nach Abschluss der üblichen Studien am 23. Oktober 1661 in Fermo das Theologiediplom (Laurea Teologica). Er war Lektor und dann Oberer in verschiedenen Konventen seines Ordens, daneben predigte er in vielen bedeutenden Städten Italiens. 1677 wurde er zum Provinzialminister der Provinz Bologna gewählt, 1680 Generalprokurator seines Ordens und 1690 zum Historiker und Chronisten seines Ordens ernannt. Er war außerdem Theologe des Herzogs Franz II. von Modena, der ihn für den Bischofsstuhl eines neu zu errichtenden Bistums für die Garfagnana vorgesehen hatte; jedoch kam es dazu nicht.
Franchini starb am 4. April 1695 in seiner Heimatstadt Modena. Er hinterließ mehrere ordenshistorische Werke, darunter seine Bibliosofia (Modena 1693), ein Verzeichnis bedeutender Autoren der Franziskaner-Konventualen mit teils ausführlichen Kurzbiographien.

## Werke
- De antiquioritate franciscana conuentualibus adiudicata, apologema, fr. Ioannis Franchini a Mutina ... Opusculum secundum, ex typographia Iacobi Menichelli, 1682 (gewidmet dem Generalminister Giuseppe Amati)
- Bibliosofia, e memorie letterarie di scrittori francescani conventuali ch’hanno scritto dopo l’anno 1585. Eredi Soliani, Modena 1693 (gewidmet dem Generalminister Giuseppe Maria Bottari)